# Distrito electoral de Stanton (condado de Stanton, Nebraska)
Stanton (en inglés: Stanton Precinct) es un distrito electoral ubicado en el condado de Stanton en el estado estadounidense de Nebraska. En el Censo de 2010 tenía una población de 208 habitantes y una densidad poblacional de 2,36 personas por km².

## Geografía
Stanton se encuentra ubicado en las coordenadas 41°57′44″N 97°11′38″O / 41.96222, -97.19389. Según la Oficina del Censo de los Estados Unidos, Stanton tiene una superficie total de 88.24 km², de la cual 86.46 km² corresponden a tierra firme y (2.01%) 1.78 km² es agua.

## Demografía
Según el censo de 2010, había 208 personas residiendo en Stanton. La densidad de población era de 2,36 hab./km². De los 208 habitantes, Stanton estaba compuesto por el 97.6% blancos, el 0% eran afroamericanos, el 0% eran amerindios, el 0% eran asiáticos, el 0% eran isleños del Pacífico, el 0.48% eran de otras razas y el 1.92% pertenecían a dos o más razas. Del total de la población el 0.48% eran hispanos o latinos de cualquier raza.